# Ala’a Eldin Yousif
Ala’a Eldin Yousif (ur. 3 stycznia 1982) – sudański piłkarz grający na pozycji pomocnika.

## Kariera klubowa
Yousif jest wychowankiem klubu Al-Merreikh z Omdurmanu. Zadebiutował w nim w pierwszej lidze sudańskiej w 2002 roku. Wraz z Al-Merreikh wywalczył mistrzostwo Sudanu w 2002 roku oraz zdobył Puchar Sudanu w latach 2005 i 2006.
Na początku 2007 roku Yousif przeszedł do Al-Hilal. W latach 2007, 2009, 2010 i 2012 był z Al-Hilal mistrzem Sudanu. W 2009 i 2011 roku zdobył też dwa krajowe puchary.
W latach 2013–2017 Yousif ponownie grał w Al-Merreikh. W tym okresie dwukrotnie został mistrzem kraju w latach 2013 i 2015 oraz sięgnął po trzy puchary tego kraju w latach 2013, 2014 i 2015. W 2018 roku grał w Hay Al-Wadi Nyala, a w latach 2018-2020 - w Kober Bahri. W sezonie 2020/2021 występował w Al-Ahli Merowe, w którym zakończył karierę.

## Kariera reprezentacyjna
W reprezentacji Sudanu Yousif zadebiutował w 2004 roku. W 2008 roku został powołany przez selekcjonera Mohameda Abdallaha do kadry na Puchar Narodów Afryki 2008. W 2012 roku został powołany do kadry na Puchar Narodów Afryki 2012. Od 2004 do 2014 rozegrał w kadrze narodowej 61 meczów i strzelił 5 goli.